# 大坂町奉行
大坂町奉行（おおさかまちぶぎょう）は、江戸幕府が大坂に設置した遠国奉行の1つ。東西の奉行所が設置され、江戸町奉行と同様に東西1ヶ月ごとの月番制を取り、東西の奉行所はそれぞれ「東の御番所」「西の御番所」と呼ばれていた。初名は大坂郡代（おさかぐんだい）。老中支配下で大坂城下（大坂三郷）および摂津・河内の支配を目的としていた。

## 歴史
元和5年（1619年）8月22日に久貝正俊（東町奉行）・嶋田直時（西町奉行）がそれぞれ役高3000石をもって任じられたのが始まりとされている。水野守信（信古）を初代東町奉行とする説もあったが、今日では否定されている。
定員は東西それぞれ1名ずつであるが、元禄9年（1696年） - 同15年（1702年）の6年間のみ、一時廃止となった堺町奉行を兼務する3人目の奉行が設置されていた。1000 - 3000石程度の旗本から選任されることになっていたが、300石からの抜擢例も存在する。奉行には役高1500石および役料600石（現米支給）が与えられ、従五位下に叙任されるのが慣例であった。
また、時代が下るにつれて糸割符仲間や蔵屋敷などの監督など、大坂経済関連の業務や幕府領となった兵庫津・西宮の民政、摂津・河内・和泉・播磨における幕府領における年貢徴収および公事取扱（享保7年（1722年）以後）など、その職務権限は拡大されることとなった。

## 奉行所の所在地
東西の両奉行所は当初大坂城北西の虎口である京橋口の西方（現・中央区大手前1丁目5番）に隣接して設置されたが、享保9年（1724年）の大火の際に両奉行所とも焼失する事態に陥った。この教訓から、同地での再建は東町奉行所のみとし、西町奉行所は本町橋東詰の米蔵跡（現・中央区本町橋2番）へ場所を移しての再建となった。
明治以降、東町奉行所跡は大阪陸軍病院→大手前病院・大阪合同庁舎第一号館など、西町奉行所跡は大阪府庁舎（初代）→大阪府立貿易館→マイドームおおさか・大阪商工会議所などに使用されている。

## 奉行所の役人
東西各奉行所に、それぞれ与力30騎、同心50人が配属。
与力は80石（知行高200石）、同心は10石3人扶持を支給され、屋敷地は与力が500坪、同心は200坪を拝領された。
与力は、新人はまず初御目見・御用日見習から始まり、当番所への勤務である「番入」を務め、与力の末席である定町廻に就く。後は年功序列で、何十年も勤め上げて最上位である諸御用調役まで昇進してゆく。
当時の大坂の武士の名鑑『浪華御役録』や『役人鑑』には与力の役職が25前後記されており、1つの役職には2 - 10人ほどの与力が担当となっている。東西奉行所の与力計60人でこれだけの数をまかなえたのは、1つには1人で複数の役職を兼務したことと、もう1つは与力の子を早くに見習身分として出仕させ実務を担当させていたからである。病欠、または囚人を江戸に護送するために大坂を長期間離れる場合、さらには御用多忙により人手が足らなくなる場合も多々あり、そのような時は仮役・定仮役という暫定的な役席を設け、他の与力に仕事を兼務させた。
それらの役職の他に、「迎方（むかえかた）与力」という臨時の役職もある。これは新任町奉行を大坂で迎えるための準備をするもので、該当奉行所の古参与力が命じられた。
江戸町奉行の役人と同様に、大坂町奉行所の与力も、大名や旗本に便宜を図るため出入り関係を結んでおり、これを「御館入（おたちいり）与力」と呼んだ。大坂の周辺に知行地を持つ大名・旗本の他、大坂に蔵屋敷を置く福岡藩などが御館入与力を出入りさせていた。また、大坂城代の元に出入りしその用を承る与力を、「立入（たちいり）与力」という。

## 町奉行の審理
町奉行所に届けられた民事訴訟を審理する日を「御用日」、特に金公事（金銭貸借に関する訴訟）を扱う日を「御金日」と呼んだ。御用日は、毎月2日、5日、7日、13日、18日、21日、25日、27日と月に8回あった。摂津・河内・和泉・播州の四ヵ国の訴訟だけでなく、大坂が全国各地からの物資が流入する拠点であるという性格から西日本の各地からも訴訟が持ち込まれた。

## 町奉行の交代
新任奉行が任命された後、それを受けて担当奉行所の与力の中から迎方与力が任命される。迎方与力は諸々の書類と御役所絵図を用意し、東海道筋を下って新任奉行を迎える。それに先んじて奉行の家臣による先乗り部隊が大坂に出向いて屋敷の受け渡しが行われる。そして、奉行が大坂に到着して後、配下となる与力同心を引き取るという形となる。奉行の交代に際して、一方の奉行が空席となった場合、その奉行所の配下の与力同心は、一時的にもう一方の奉行の管理下に入った。

## 大坂町奉行の一覧

### 東町奉行
1. 久貝正俊（元和5年（1619年）8月22日 - 慶安元年（1648年）2月2日）
2. 松平重次（慶安元年（1648年）2月16日 - 寛文3年（1663年）4月11日）
3. 石丸定次（寛文3年（1663年）8月25日 - 延宝7年（1679年）5月11日）
4. 設楽貞政（延宝7年（1679年）6月14日 - 貞享3年（1686年）5月8日）
5. 小田切直利（貞享3年（1686年）7月10日 - 元禄5年（1692年）3月23日）
6. 松平忠周（元禄5年（1692年）4月14日 - 元禄13年（1700年）10月26日）
  - 保田宗易（元禄9年（1696年）1月15日 - 元禄11年（1698年）12月1日） ※東町奉行2名
  - 中山時春（元禄12年（1699年）4月14日 - 元禄15年（1702年）11月28日）※東町奉行2名
7. 太田好寛（元禄13年（1700年）10月28日 - 正徳元年（1711年）4月22日）
8. 桑山一慶（正徳元年（1711年）5月1日 - 正徳2年（1712年）6月1日）
9. 鈴木利雄（正徳2年（1712年）6月1日 - 享保14年（1729年）2月15日）
10. 稲垣種信（享保14年（1729年）2月15日 - 元文5年（1740年）3月19日）
11. 松浦信正（元文5年（1740年）4月3日 - 延享3年（1746年）4月28日）
12. 小浜隆品（延享3年（1746年）4月28日 - 宝暦4年（1754年）1月11日）
13. 細井勝為（宝暦4年（1754年）1月11日 - 宝暦7年（1757年）8月27日）
14. 岡部元良（宝暦7年（1757年）9月6日 - 宝暦12年（1762年）1月20日）
15. 鵜殿長達（宝暦12年（1762年）2月15日 - 明和5年（1768年）3月16日）
16. 室賀正之（明和5年（1768年）3月19日 - 安永8年（1779年）1月11日）
17. 土屋守直（安永8年（1779年）1月19日 - 天明3年（1783年）4月19日）
18. 小田切直年（天明3年（1783年）4月19日 - 寛政4年（1792年）1月18日）
19. 坂部広高（寛政4年（1792年）1月18日 - 寛政7年（1795年）6月28日）
20. 山口直清（寛政7年（1795年）7月16日 - 寛政10年（1798年）2月8日）
21. 水野忠通（寛政10年（1798年）3月21日 - 文化3年（1806年）8月12日）
22. 平賀貞愛（文化3年（1806年）8月12日 - 文化13年（1816年）4月24日）
23. 彦坂紹芳（文化13年（1816年）5月1日 - 文政3年（1820年）10月17日）
24. 高井実徳（文政3年（1820年）11月15日 - 天保元年（1830年）10月27日）
25. 曽根次孝（天保元年（1830年）11月8日 - 天保3年（1832年）6月28日）
26. 戸塚忠栄（天保3年（1832年）6月28日 - 天保5年（1834年）7月8日）
27. 大久保忠実（天保5年（1834年）7月8日 - 天保7年（1836年）3月8日）
28. 跡部良弼（天保7年（1836年）4月24日 - 天保10年（1839年）9月10日）
29. 徳山秀起（天保10年（1839年）9月10日 - 天保13年（1842年）8月6日）
30. 水野忠一（天保13年（1842年）8月6日 - 弘化4年（1847年）9月3日）
31. 柴田康直（弘化4年（1847年）9月20日 - 嘉永4年（1851年）5月26日）
32. 川路聖謨（嘉永4年（1851年）6月24日 - 嘉永5年（1852年）9月10日）
33. 佐々木顕発（嘉永5年（1852年）10月8日 - 安政4年（1857年）2月24日）
34. 戸田氏栄（安政4年（1857年）2月24日 - 安政5年（1858年）8月21日）
35. 一色直温（安政5年（1858年）9月15日 - 文久元年（1861年）1月20日）
36. 川村修就（文久元年（1861年）1月23日 - 文久3年（1863年）5月6日）
37. 有馬則篤（文久3年（1863年）5月6日 - 元治元年（1864年）5月）
38. 堀利孟（元治元年（1864年）6月29日 - 元治元年（1864年）7月19日）
39. 竹内保徳（元治元年（1864年）8月5日 - 元治元年（1864年）8月13日）
40. 古賀謹一郎（元治元年（1864年）8月13日 - 元治元年（1864年）9月4日）
41. 松平乗撲（元治元年（1864年）9月 - 慶応元年（1865年）7月17日）
42. 井上義斐（慶応元年（1865年）7月17日 - 慶応2年（1866年）4月8日）
43. 中川忠道（慶応2年（1866年）4月8日 - 慶応2年（1866年）5月7日）
44. 竹内幸彝（慶応2年（1866年）5月22日 - 慶応3年（1867年）12月2日）
45. 大久保忠恒（慶応3年（1867年）12月19日 - 明治元年（1868年）2月10日）

### 西町奉行
1. 嶋田直時（元和5年（1619年）8月22日 - 寛永2年（1625年）10月7日）
2. 曾我古祐（寛永11年（1634年）7月29日 - 万治元年（1658年）3月19日）
3. 曾我近祐（万治元年（1658年）3月19日 - 寛文元年（1661年）9月13日）
4. 彦坂重紹（寛文元年（1661年）11月11日 - 延宝5年（1677年）9月13日）
5. 嶋田重頼（延宝5年（1677年）9月26日 - 天和元年（1681年）6月19日）
6. 藤堂良直（天和元年（1681年）7月6日 - 元禄元年（1688年）4月9日）
7. 能勢頼寛（元禄元年（1688年）5月3日 - 元禄3年（1690年）12月23日）
8. 加藤泰堅（元禄4年（1691年）1月11日 - 元禄8年（1695年）11月14日）
9. 永見重直（元禄9年（1696年）1月11日 - 元禄14年（1701年）8月18日）
10. 松野助義（元禄14年（1701年）8月18日 - 宝永元年（1704年）10月1日）
11. 大久保忠香（宝永元年（1704年）11月15日 - 宝永5年（1708年）12月15日）
12. 北条氏英（宝永6年（1709年）4月6日 - 享保9年（1724年）3月7日）
13. 松平勘敬（享保9年（1724年）3月7日 - 元文3年（1738年）2月28日）
14. 佐々成意（元文3年（1738年）2月28日 - 延享元年（1744年）9月28日）
15. 久松定郷（延享元年（1744年）9月28日 - 寛延3年（1750年）3月11日）
16. 中山時庸（寛延3年（1750年）3月11日 - 宝暦5年（1755年）7月22日）
17. 桜井政甫（宝暦5年（1755年）7月22日 - 宝暦7年（1757年）8月27日）
18. 興津忠通（宝暦7年（1757年）9月6日 - 明和2年（1765年）11月19日）
19. 曲淵景漸（明和2年（1765年）12月7日 - 明和6年（1769年）8月15日）
20. 神谷清俊（明和6年（1769年）8月15日 - 安永4年（1775年）2月21日）
21. 京極高亶（安永4年（1775年）3月1日 - 天明元年（1781年）4月28日）
22. 佐野政親（天明元年（1781年）5月26日 - 天明7年（1787年）10月6日）
23. 松平貴強（天明7年（1787年）10月12日 - 寛政9年（1797年）3月14日）
24. 成瀬正定（寛政9年（1797年）4月4日 - 享和元年（1801年）4月3日）
25. 佐久間信近（享和元年（1801年）4月7日 - 文化5年（1808年）8月24日）
26. 斎藤利道（文化5年（1808年）8月24日 - 文化10年（1813年）12月15日）
27. 水野忠篤（文化10年（1813年）12月24日 - 文化12年（1815年）8月2日）
28. 荒尾成章（文化12年（1815年）8月12日 - 文政3年（1820年）3月17日）
29. 内藤矩佳（文政3年（1820年）4月1日 - 文政12年（1829年）3月28日）
30. 新見正路（文政12年（1829年）4月15日 - 天保2年（1831年）9月10日）
31. 久世広正（天保2年（1831年）10月5日 - 天保4年（1833年）6月20日）
32. 矢部定謙（天保4年（1833年）7月8日 - 天保7年（1836年）9月20日）
33. 堀利堅（天保7年（1836年）11月8日 - 天保12年（1841年）6月20日）
34. 阿部正蔵（天保12年（1841年）6月24日 - 天保14年（1843年）2月24日）
35. 久須美祐明（天保14年（1843年）3月8日 - 弘化元年（1844年）10月24日）
36. 永井尚徳（弘化元年（1844年）12月27日 - 嘉永2年（1849年）11月28日）
37. 中野長風（嘉永2年（1849年）12月 - 嘉永3年（1850年）5月16日）
38. 本多安英（嘉永3年（1850年）8月24日 - 嘉永5年（1852年）4月28日）
39. 石谷穆清（嘉永5年（1852年）5月19日 - 安政元年（1854年）5月20日）
40. 川村修就（安政元年（1854年）5月20日 - 安政2年（1855年）5月1日）
41. 久須美祐雋（安政2年（1855年）5月22日 - 文久元年（1861年）12月15日）
42. 鳥居忠善（文久元年（1861年）12月15日 - 文久3年（1863年）5月2日）
43. 松平信敏（文久3年（1863年）5月2日 - 慶応3年（1867年）1月13日）
44. 平岡準（慶応3年（1867年）1月17日 - 慶応3年（1867年）1月27日）
45. 小笠原長功（慶応3年（1867年）1月29日 - 明治元年（1868年）2月23日）

- 出典：大坂城代・定番・町奉行・加番一覧 - 大阪府立図書館